# ياسين سعيد نعمان
ياسين سَعِيِد نُعْمان الشَّعْبي (و. 1947) سياسي ودبلوماسي يمني، سفير الجمهورية اليمنية في المملكة المتحدة منذ ٢٠١٥. من مواليد مدينة طور الباحة، إقليم الصبيحة، هو رئيس وزراء ووزير يمني سابق، يشغل منصب أمين عام الحزب الاشتراكي اليمني حالياً، وهو عضو ونائب رئيس مؤتمر الحوار الوطني اليمني، حاصل على بكالوريوس اقتصاد من جامعة القاهرة، وتحصل على الدكتوراة في العلوم الاقتصادية من المجر عام 1981م، ويعمل مستشاراً لرئيس الجمهورية.
- انخرط في عضوية الجبهة القومية في أوائل عام 1967م قبيل استقلال جنوب اليمن.
- في يوليو 2015 عُين سفيراً لليمن لدى المملكة المتحدة.

## محاولات الاغتيال
- نجى من محاولة اغتيال مساء يوم 27 أغسطس 2012 في جولة سبأ وسط العاصمة اليمنية صنعاء عقب اعتراض سيارتة من قبل مجهولين أطلقوا النار باتجاهها، وتعد هذه المحاولة الثانية لاغتياله بعد هجوم طال منزله بالصواريخ في بدايات الوحدة اليمنية. [2]

## مناصب شغرها
- مديراً عاماً لشركة التجارة الخارجية، 1971م.
- وكيلاً لوزارة الصناعة، 1972م.
- نائب وزير التخطيط.
- انتخب في عام 1980م عضواً مرشحاً للجنة المركزية بالحزب الاشتراكي اليمني.
- عضواً مرشحاً في اللجنة المركزية، 1982م.
- وزيراً للثروة السمكية، 1982م.
- نائباً لرئيس مجلس الوزراء ووزيراً للثروة السمكية، 14 فبراير 1985م.
- عضواً في المكتب السياسي للحزب الاشتراكي اليمني، 1986م.
- رئيساً لمجلس الوزراء، وعضو هيئة رئاسة مجلس الشعب الأعلى، 6 نوفمبر 1986م.
- رئيساً لأول مجلس للنواب بعد إعادة تحقيق الوحدة اليمنية في 22 مايو 1990م حتى أبريل 1993م.
- الرئيس الدوري لتكتل أحزاب اللقاء المشترك المعارض في اليمن حتى نهاية 2011.
- الأمين العام للحزب الاشتراكي اليمني.
- نائب رئيس مؤتمر الحوار الوطني اليمني.